# Zuideinde (Westzaan)
Zuideinde is een buurtschap in de gemeente Zaanstad, in de Nederlandse provincie Noord-Holland.
Zuideinde is een van de vier oorspronkelijke buurtschappen die het lintdorp Westzaan vormen. Het is gelegen tussen J. J. Allanstraat en Westzaner-Overtoom, dicht bij het Noordzeekanaal. Het vormt van oorsprong zoals de naam al duidt het zuidelijke einde van Westzaan. Bij de overtoom die bij Zuideinde was gelegen ontstond wat later een eigen buurt, de Westzaner-Overtoom. Dit vormt sindsdien het eigenlijke zuideinde van Westzaan. Zuideinde werd wel lang gezien als het einde van het lintdorp.
In de loop van de 17e eeuw en 18e eeuw begon de eerste groei van Westzaan buiten het lint, wegens de ligging bij het IJ was het Zuideinde die als eerste zijstraten kende. In aangepaste vorm zijn deze anno 2011 nog te vinden in het zuiden van Zuideinde. Er werd lang tol geheven tussen wat oorspronkelijk de Krabbebuurt was (thans J. J. Allanstraat) en het Zuideinde, waarbij het opvallend was dat het midden in het lintdorp was. Vaak werd er tol geheven op wegen die verschillende plaatsen met elkaar verbinden. Zuideinde vormt samen J J Allanstraat sinds het einde van 20e eeuw de buurtwijk J. J. Allanstraat, soms wordt daarbij ook Westzaner-Overtoom gerekend. Net als in de J J Allanstraat zijn er veel monumentale panden te vinden in Zuideinde.

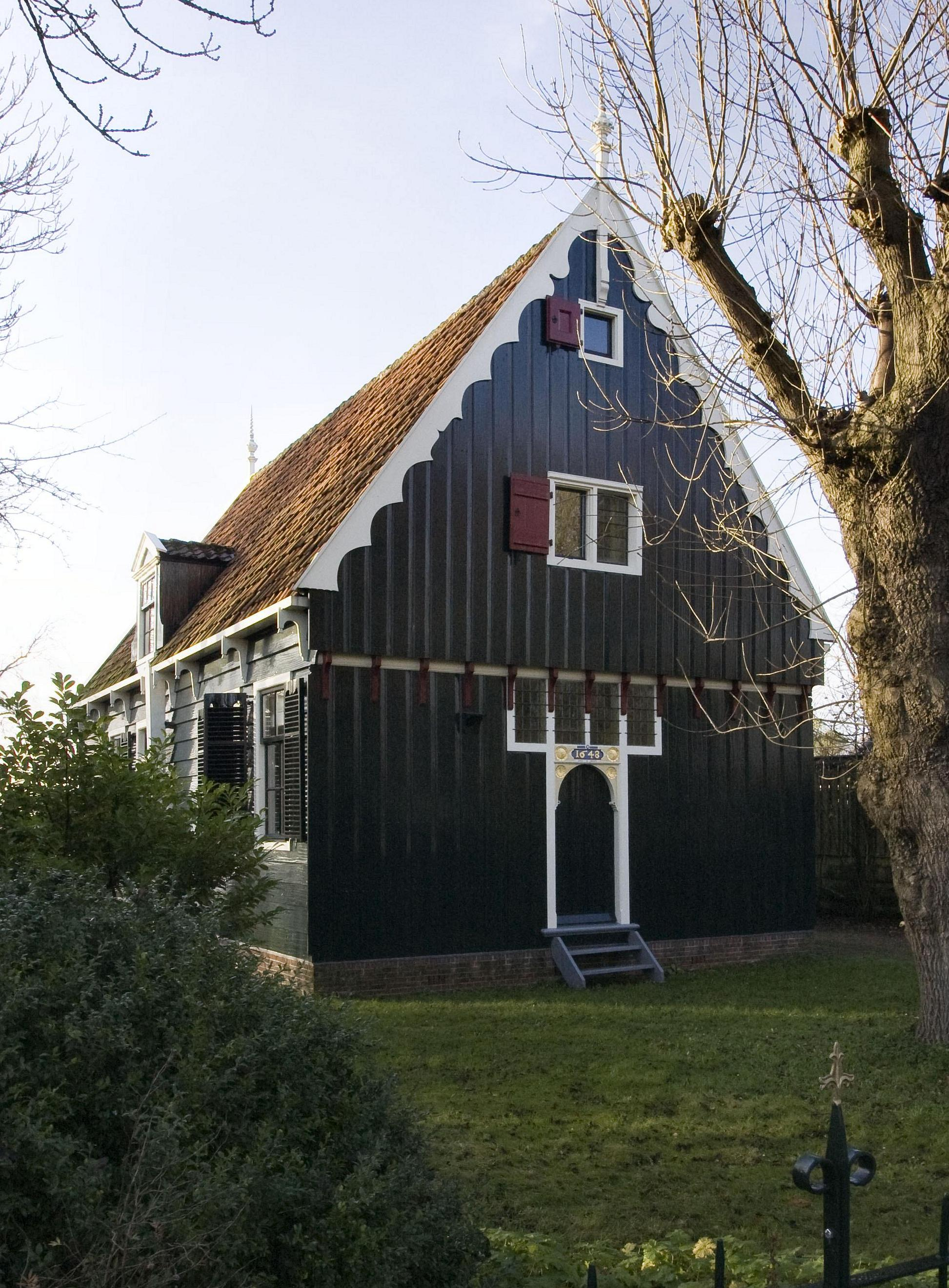
Een van de vele monumentale panden in Zuideinde

Noord-Holland: Steden en dorpen in Noord-Holland      Nederland: Provincies · Gemeenten